# 大阪ガスインテリアデザインスクール
大阪ガスインテリアデザインスクール（おおさかガスインテリアデザインスクール）は、インテリアデザインに関する教育訓練施設。1987年開校。運営主体は大阪ガスグループである関西ビジネスインフォメーション株式会社。学科のコースと資格対策講座で構成されていた。厚生労働省の教育訓練給付制度指定講座も準備されていた。2013年に休校。

## 開講講座
- 実践力養成講座
  - 一級建築士学科コース
  - 二級建築士コース
  - 二級建築士学科コース
  - 二級建築士学科直前コース
  - 二級建築士学科直前+設計製図必勝コース
  - 二級建築士設計製図必勝コース
  - インテリアコーディネーター資格対策コース
  - インテリアコーディネーター学科対策コース
  - インテリアコーディネーター学科+CAD設計コース
  - インテリアコーディネーター総合コース
  - インテリアコーディネーター総合+完全合格コース
  - 建築CAD設計 おためし講座
  - 建築CAD設計コース
  - 建築CAD設計+3Dコース
  - リフォームプランニングコース
  - スペースデザインコース・SDゼミ
  - ガーデンデザイン講座
  - フリーハンドパース講座

- 各種資格対策講座
  - 一級建築士学科試験<解説付問題演習>講座
  - インテリアコーディネーター
  - 1次試験直前ラストスパート<答練>講座+解説つき模擬試験2次対策講座
  - キッチンスペシャリスト講座
  - キッチンスペシャリスト(実技)講座
  - キッチンスペシャリスト<解説付模擬試験>講座
  - 整理収納アドバイザー2級認定講座

## 沿革
- 1987年 - 大阪ガスインテリアスクールが開校
- 1990年 - 名称を大阪ガスインテリアデザインスクールに変更
- 2008年 - スクールの所在地を中之島へ移転する